# Władysław Ostaszewski
Władysław Ostaszewski (ur. 14 stycznia?/26 stycznia 1882 w Cybulówce, zm. 1965) – polski doktor medycyny, podpułkownik Wojska Polskiego.

## Życiorys
Urodził się 26 stycznia 1882 w Cybulówce na Podolu w rodzinie Jana Ostaszewskiego h. Ostoja (1848–1910) i Heleny z Krzemińskich (1860–1928). Jego rodzina pochodziła z miejscowości Karaczyńce. 
Ukończył gimnazjum w Niemirowie na Podolu. W 1902 zapisał się na wydział medyczny Uniwersytetu Warszawskiego, uczestniczył w wykładach Uniwersytetu Latającego, należał do stowarzyszenia „Spójnia”. 
Był dwukrotnie aresztowany w Warszawie przez władze rosyjskie: w 1903 i 1904. W roku 1905 po strajku Uniwersytetu Warszawskiego otrzymał zakaz studiów na terenie Imperium Rosyjskiego. 
Od 1905 kontynuował studia lekarskie na Uniwersytecie Jagiellońskim w Krakowie, ukończył je w 1908. 
Powrócił do Warszawy i w 1908 ożenił się z Jadwigą z Trzcińskich (1886–1916), córką warszawskiego lekarza Tadeusza Trzcińskiego, z którą miał syna Jana Kazimierza (1915–1980).  
W 1910 nostryfikował austriacki dyplom lekarski na Uniwersytecie w Dorpacie, by móc wykonywać praktykę lekarską w Warszawie i całej Rosji. Odbył następnie krótkie studia specjalistyczne w Paryżu. 
W latach 1910–1914 pracował na oddziale chirurgii szpitala wolskiego w Warszawie. 
Wraz z wybuchem I wojny światowej został powołany do wojska rosyjskiego jako lekarz. Służył najpierw jako oficer sztabu w brygadzie gen. Eugeniusza de Henning-Michaelisa, następnie jako kapitan w I Korpusie generała Józefa Dowbor-Muśnickiego. Od 1918 był w wojsku polskim. W wojnie polsko-bolszewickiej podczas Bitwy Warszawskiej był komendantem wojskowego szpitala w Zegrzu.  
W okresie międzywojennym mieszkał w Warszawie. W 1922 otrzymał przydział do Departamentu Sanitarnego Ministerstwa Spraw Wojskowych. Od 1923 był współredaktorem czasopisma „Lekarz Wojskowy” i autorem prac głównie z zakresu stomatologii, publikowanych w prasie fachowej. W 1925 uczestniczył w międzynarodowym zjeździe lekarzy wojskowych w Paryżu. Przed wybuchem II wojny światowej był podpułkownikiem w stanie spoczynku, kierownikiem oddziału stomatologii I Szpitala Okręgowego im. Marszałka Piłsudskiego w Warszawie i Centrum Wyszkolenia Sanitarnego Wojska Polskiego w Warszawie.  
Po ataku Niemiec hitlerowskich na Polskę 1 września 1939 był lekarzem polowego szpitala wojskowego. Wycofującego się ze szpitalem w kierunku granicy rumuńskiej zastał w Tarnopolu atak sowiecki na Polskę 17 września 1939. Uniknąwszy aresztowania przez Rosjan zatrudnił się w klinice chirurgicznej we Lwowie. 
Po II wojnie z jego inicjatywy powstał ośrodek zdrowia w Radłowie. Zmarł w 1965.

## Ordery i odznaczenia
- Krzyż Niepodległości (12 marca 1931)[4]
- Złoty Krzyż Zasługi (19 marca 1937)[5]

- Medal Pamiątkowy za Wojnę 1918–1921
- Medal Dziesięciolecia Odzyskanej Niepodległości
- Krzyż Zasługi Sanitarnej (Rumunia)
- Medal Zwycięstwa (Médaille Interalliée)